# SEO PowerSuite
SEO PowerSuite ранее Проект «Link-Assistant.Com» (МФА lɪŋk ə’sɪst(ə)nt dət ’kͻm, рус. Линк-Ассистант. Ком), Беларусь —  программное обеспечение для поисковой оптимизации. C 2009 года переименован в SEO PowerSuite. Включает в себя четыре самостоятельных инструмента:
- Rank Tracker
- WebSite Auditor
- SEO SpyGlass
- LinkAssistant

## История создания
Проект «Link-Assistant.Com» был основан в 2004 году в г. Минске (Республика Беларусь) двумя Java-разработчиками Виктором Хаменком и Олегом Борисевичем. Своё название он получил по имени первого программного продукта — LinkAssistant, вышедшего осенью того же года.
После создания LinkAssistant, Link-Assistant.Com выпустила ряд других программ для поисковой оптимизации, а именно: Rank Tracker (2005), SEO SpyGlass (2006) и WebSite Auditor (2008).
В 2009 году все четыре продукта были объединены в пакет программ для поисковой оптимизации — SEO PowerSuite. Так же в 2009 году компания провела ребрендинг с новой визуальной идентификацией, изменив свое название с "Link-Assistant.Com" на "SEO PowerSuite".
SEO PowerSuite переведен на 8 языков: английский, немецкий, испанский, французский, голландский, русский, польский и словацкий.
В 2011 году компания признана лучшей компанией года по версии сотрудников (конкурс “Best Companies” учрежден порталом dev.by c 2011 года, при поддержке Ассоциации Инфопарк и сотового оператора Velcom). С 2013 года продукт представлен юридическим лицом ООО “BelPrime Solutions”.
В октябре 2012 года компания выпустила BuzzBundle — программу для продвижения в социальных медиа. BuzzBundle не входит в пакет программ SEO PowerSuite, а является отдельным продуктом. В феврале 2013 года интерфейс продукта BuzzBundle стал доступен на 5 языках: английском, французском, испанском, португальском и польском.
В 2019 году стало доступно облачное хранилище SEO PowerSuite для совместного использования корпоративных данных.

## Инструменты:[7]
1. Составление семантического ядра.
2. Кластеризация ключевых слов.
3. Проверка позиций в результатах поиска.
4. Анализ страницы результатов поиска.
5. Технический аудит сайта.
6. Инструменты вебмастера (генерация карты сайта, robot.txt, и др.)
7. Анализ текста и создание облака тегов.
8. Оптимизация страницы в приложении[8].
9. Поиск и анализ обратных ссылок.
10. Построение обратных ссылок.
11. Мониторинг обратных ссылок.
12. API для анализа ссылочного профиля[9].

## Продвинутые функции:[10]
- Интеграция с Google Analytics, Google Search Console, Dropbox.
- Сохранение проектов и/или отчётов локально или в облаке.
- Автоматизация задач.
- Экспорт данных в CSV, PDF, Excel, HTML.
- Создание брендированных отчётов.

## Структура компании
- Виктор Хаменок — сооснователь и, до 2014 года, CEO проекта SEO PowerSuite ранее Link-Assistant.Com
- Олег Борисевич — сооснователь и директор по маркетингу SEO PowerSuite ранее Link-Assistant.Com